# ナデジュダ・コレスニコヴァ
ナデジュダ・ニコラエヴナ・コレスニコヴァ（ロシア語: Надежда Николаевна Колесникова、1882年9月12日 - 1964年3月18日）、旧姓ドロビンスカヤ (Дробинская) は、ロシアの革命家・ソビエト連邦の教育者。

## 生涯
1882年9月12日（ユリウス暦8月31日）、ロシア帝国モスクワ県モスクワで事務員の家庭に生まれた。地元の教育学校を卒業して教師として働き、1904年からボリシェヴィキ党員となる。レフォルトヴォ地区の党組織で活動し、翌1905年のロシア第一革命の際にはプレスニャ地区でモスクワ十二月蜂起に参加した。1906年に逮捕されるも脱走・潜伏し、翌1907年から1916年までモスクワとバクーの党組織で活動。党バクー委員会メンバーも務めるも、1916年に再度逮捕された。
翌1917年の二月革命後は党モスクワ管区 (ru) 委書記となり、同年8月にはバクーへ戻って夫ヤーコフ・ゼヴィンとともに活動。翌1918年にボリシェヴィキによるバクー・コミューンが成立すると4月からコミューン教育委員となったが、ほどなくコミューンは崩壊し、労働委員を務めていた夫も銃殺された。翌1919年1月から8月までは党アストラハン県委議長を務め、ロシア社会主義連邦ソビエト共和国教育人民委員部附属政治教育総局と党ヤロスラヴリ県委でも働いた。1920年からアゼルバイジャン共産党中央委メンバーとなり、同年から翌1921年まではアゼルバイジャン共和国教育副人民委員でもあった。1923年からは党モスクワ県委煽動・宣伝部部長も務めている。第15回・第16回党大会にも出席し、1929年から1932年まではクルプスカヤ共産教育アカデミー (ru) 学長を務めた。1933年から1957年までは党中央委附属マルクス・エンゲルス・レーニン研究所の科学部門とレーニン中央博物館で働き、レーニン勲章も2度授与された。
1957年から年金生活に入り、1964年3月18日にモスクワで死去。同地に葬られた。